# Mir Möhsün Nəvvab
Mir Möhsün Nəvvab (Şuşa, 1833 – Şuşa, 1918) è stato un pittore, poeta e storico azero. Ha avuto un ruolo di primo piano nella cultura dell'Azerbaigian come ultimo rappresentante della vecchia scuola tradizionale di scienze, arti e letteratura. Nəvvab fu una persona versatile del suo tempo e fu conosciuto come poeta, artista, musicologo, astronomo, falegname, chimico e matematico.

## Biografia
Nəvvab nacque nel 1833 a Şuşa, dove trascorse tutta la vita. La sua vita e le sue opere riflettono un periodo storico, in cui l'Azerbaigian era in un punto di svolta tra il vecchio e il nuovo, sia in riferimento alla cultura sia al modo di vivere in generale. E sebbene, Nəvvab rimase un tradizionalista nelle arti, fu progressista nella vita pubblica del Qarabağ, che fece molto per la crescita dell'alfabetizzazione, della cultura e delle arti di questa regione.
Nəvvab creò la prima tipografia a Şuşa, che diventò anche la prima tipografia in Azerbaigian. Pubblicò le poesie dei poeti del Qarabağ e le diffuse tra la popolazione locale.Inoltre, fondò una seconda società letteraria in Azerbaigian chiamata "Majlis-i-Faramushan" ("Società dei Dimenticati") e fondò anche la prima società musicale "Majlis-i-Khanende" ("Società dei cantanti").
Nəvvab scrisse più di 20 libri dedicati a vari campi della scienza e delle arti. Fu autore di "Vuzuh-ul-Argam" ("Spiegazione dei numeri"), un'opera significativa che offre 82 mugam (un'originale improvvisazione di musica classica popolare in Azerbaigian) e canzoni, eseguite in quel periodo nel Qarabağ. Fornì inoltre informazioni sulle origini di questi mugam e sulle regole per la loro esibizione. Fu anche l'autore del libro "Tezkirey-i-Navvab", che forniva informazioni su un centinaio di poeti e scrittori del Qarabağ dell'epoca.
Nəvvab fu anche un artista di talento. Illustrò i suoi manoscritti con quadri e ritratti colorati e decorò gli interni degli edifici con vari ornamenti. Prima dell'occupazione di Şuşa da parte delle forze armene nel 1992, alcune di queste decorazioni murali erano conservate nella casa in cui viveva, nella scuola dove insegnava e nei minareti della moschea superiore di Govhar Agha.